# Hambach
Hambach é uma comuna francesa na região administrativa de Grande Leste, no departamento de Mosela. Estende-se por uma área de 17,6 km². Em 2010 a comuna tinha 2 963 habitantes (densidade: 168,4 hab./km²).